# 布萊因·盧克邁爾

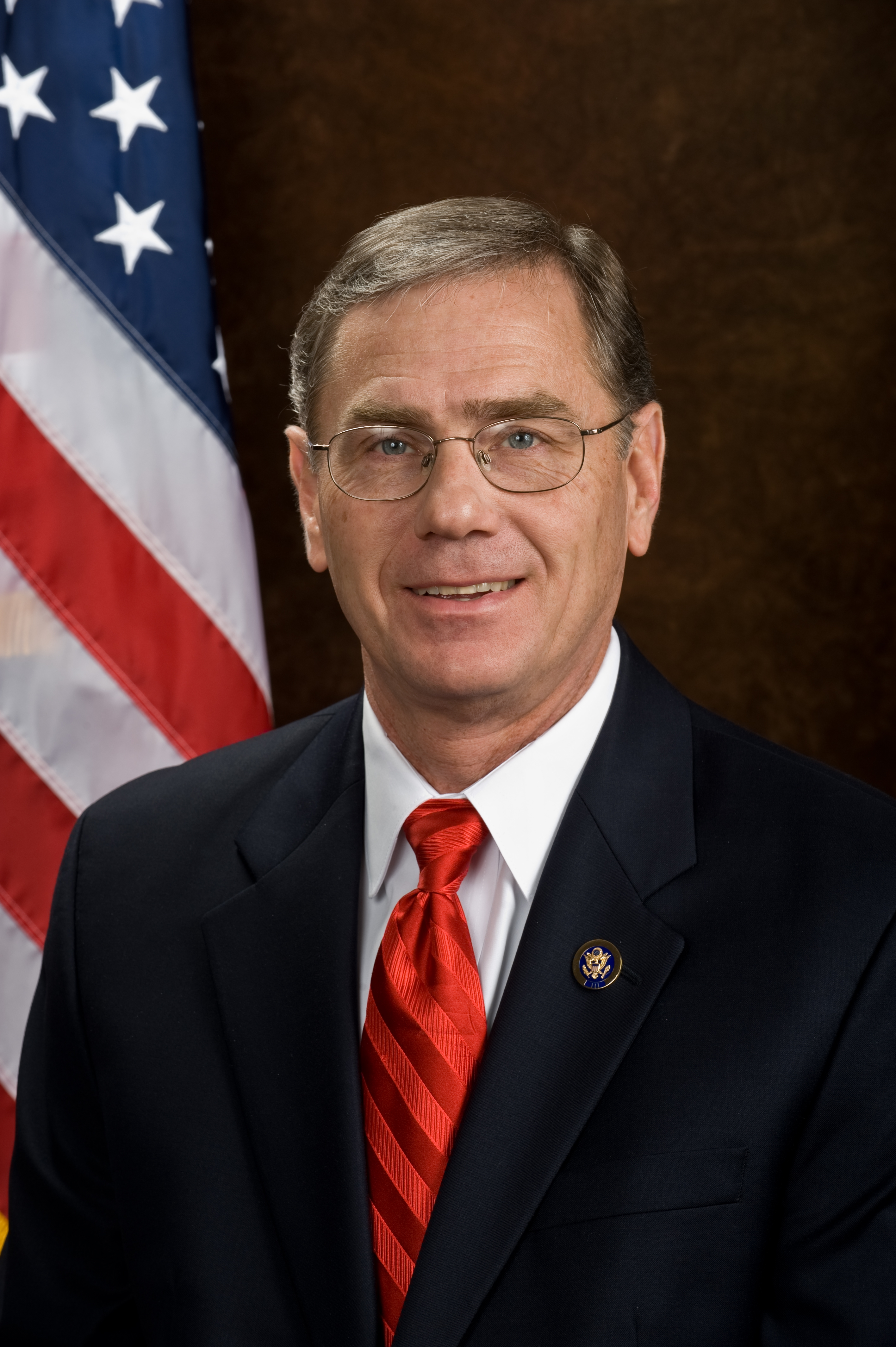
布萊因·盧克邁爾

布萊因·盧克邁爾（Blaine Luetkemeyer；1952年5月7日—）是美國的一位政治人物。自2013年開始，他是密蘇里州第3選舉區選出的美國眾議院議員。他的黨籍是共和黨。盧克邁爾出生在密蘇里州杰斐遜城。